# Colonia Nueva Era
Colonia Nueva Era är en ort i Mexiko.   Den ligger i kommunen Ensenada och delstaten Baja California, i den nordvästra delen av landet, 2 100 km nordväst om huvudstaden Mexico City. Colonia Nueva Era ligger 17 meter över havet och antalet invånare är 3 256.
Terrängen runt Colonia Nueva Era är platt. Runt Colonia Nueva Era är det glesbefolkat, med 8 invånare per kvadratkilometer. Närmaste större samhälle är San Quintín, 6,3 km norr om Colonia Nueva Era. Omgivningarna runt Colonia Nueva Era är i huvudsak ett öppet busklandskap.